# Purple Rain Deluxe
Purple Rain Deluxe ist eine überarbeitete Neuauflage von Prince’ sechstem Studioalbum Purple Rain, die postum am 23. Juni 2017 bei dem Label NPG Records / Warner Bros. Records erschien. Die Neuauflage ist unter anderem in der „Expanded Edition“ („erweiterte Ausgabe“) als Dreifach-CD-Album mit 35 Songs erhältlich, die Prince im Zeitraum von 1983 bis 1984 aufgenommen hatte, wobei er alle arrangierte, komponierte und produzierte. Elf dieser Songs sind zuvor unveröffentlichte Studioversionen, 
Die „Expanded Edition“ enthält zusätzlich eine Live-DVD von dem Konzert der Purple-Rain-Tour am 30. März 1985 im Carrier Dome in Syracuse in New York. Ursprünglich erschien dieses Konzert bereits im Juli 1985 unter dem Titel Prince and the Revolution: Live auf VHS.
Die Musik der zuvor unveröffentlichten Songs zählt zu den Genres Contemporary R&B, Funk, Pop, Rock und Soul. Die Liedtexte handeln von Liebe, Spiritualität, Sex und Wollust. Als Gastsängerinnen wirken Apollonia Kotero, Jill Jones, Lisa Coleman, Sheila E. und Wendy Melvoin mit, zudem ist Prince’ damalige Begleitband The Revolution auf dem Album vertreten. Musikkritiker bewerteten Purple Rain Deluxe hervorragend.
Prince’ kommerziell erfolgreichstes Album Purple Rain erschien ursprünglich im Juni 1984; alle Songs vom Originalalbum wurden von ihm im Jahr 2015 digital nachbearbeitet und sind ebenfalls auf der Neuauflage zu hören. In den internationalen Hitparaden wurde Purple Rain Deluxe nicht separat gelistet; die Verkaufszahlen wurden zum Originalalbum hinzugefügt, sodass dieses als „Wiedereinstieg“ geführt wurde.

## Entstehung
Das ursprüngliche Purple-Rain-Album hatte Prince am 14. April 1984 fertiggestellt und wurde am 25. Juni 1984 bei Warner Bros. Records veröffentlicht. Bei dem Major-Label hatte er von 1977 bis zum 31. Dezember 1999 und im Jahr 2014 unter Vertrag gestanden; 2014 erhielt Prince sämtliche Urheberrechte an den Songs zurück, die er zuvor in seiner Karriere für Warner aufgenommen hatte.
Am 28. April 2017, ein Jahr nach Prince’ Tod, kündigten NPG Records und Warner Bros. Records an, das Purple-Rain-Album im Juni 2017 in einer Deluxe-Edition herauszubringen; Purple Rain Deluxe ist die erste Neuauflage eines Albums, die von ihm postum erschien. Gemäß den Liner Notes hatte Prince im Jahr 2015 die neun Songs des ursprünglichen Albums in seinem Paisley Park Studio in Chanhassen in Minnesota in der Funktion als Supervisor digitally remastered. Für das Mastering war Joshua Welton (* 21. Oktober 1990 als Joshua Aaron Michael Welton) zuständig, der Ehemann von 3rdEyeGirl-Schlagzeugerin Hannah Ford-Welton.

### Aufnahmen 1983
1. Wonderful Ass
Den Song nahm Prince Anfang Januar in seinem damaligen privaten Tonstudio namens Kiowa Trail Home Studio in Chanhassen auf. Genannte Angaben stammen von Duane Tudahl und Per Nilsen, Autoren von mehreren Prince-Büchern und Beobachter seiner musikalischen Karriere, denn die Liner Notes von Purple Rain Deluxe datieren die Aufnahme erst auf September 1984.[5][6]
2. Electric Intercourse
Am 14. Januar 1983 spielte Prince das Stück im Tonstudio Sunset Sound in Los Angeles in Kalifornien ein. Am 12. September fügte er Overdubs hinzu und mischte es neu ab. Ursprünglich platzierte er den Song auf dem Originalalbum von Purple Rain, ersetzte ihn aber durch The Beautiful Ones.[7][8]
3. Katrina’s Paper Dolls
Den Track nahm Prince am 1. März in dem Tonstudio Universal Recording Corporation in Chicago auf, als er mit seiner 1999-Tour in dem Bundesstaat Illinois gastierte und am Folgetag ein Livekonzert in der ungefähr 260 Kilometer entfernten Stadt Peoria absolvierte.[4][9]
4. Velvet Kitty Cat
Nach dem Prince die 1999-Tour am 10. April 1983 beendet hatte, nahm er am 20. April das Stück im Sunset Sound auf, das er abermals gemietet hatte. Ursprünglich war der Song für das zweite Studioalbum seines Nebenprojekts Vanity 6 vorgesehen und später auch für das Apollonia-6-Album, doch beide Vorhaben realisierte Prince letztendlich nicht und Velvet Kitty Cat blieb unveröffentlicht.[4][9][10]
5. Computer Blue (Hallway Speech Version)
Am 3. August spielte Prince mit seiner Begleitband The Revolution ein Benefiz-Konzert im Musikklub First Avenue in Minneapolis in Minnesota. Dieses Konzert, bei dem er unter anderem den damals noch unveröffentlichten Song Computer Blue spielte, wurde von den Toningenieuren David Leonard und David Z. Rivkin mitgeschnitten. Am 8. August überarbeitete Prince das zuvor live aufgenommene Stück mit der Toningenieurin Susan Rogers (* 1956) in einer Lagerhalle namens The Warehouse in St. Louis Park in der Metropolregion Minneapolis–Saint Paul, und am 21. September stellte er schließlich mit der Toningenieurin Peggy McCreary im Sunset Sound die „Hallway Speech-“Version fertig, die letztendlich eine Länge von über zwölf Minuten besitzt.[11][12]
6. Father’s Song
Das Stück spielte Prince am 24. Oktober 1983 im Kiowa Trail Home Studio in Chanhassen ein, laut Liner Notes von Purple Rain Deluxe aber erst einen Monat später im November.[4][13] Eine eineinhalbminütige Version ist im Film Purple Rain zu hören.
7. We Can Fuck
Vom 27. Dezember 1983 bis zum 25. April 1984 mietete Prince erneut das Sunset Sound in Los Angeles und nahm dort vom 30. Dezember bis einschließlich dem 2. Januar 1984 den Song We Can Fuck auf, der als Arbeitstitel zunächst The Dawn hieß, später dann Moral Majority.[14] Eine in Bezug auf den Liedtext weniger anzüglichere Version mit Namen We Can Funk veröffentlichte Prince, gesungen im Duett mit George Clinton, auf seinem Album Graffiti Bridge im Jahr 1990.

### Aufnahmen 1984
1. Love and Sex
Den Track spielte Prince am 27. und 28. Februar ein.[15] Im Januar 1986 nahm er ebenfalls einen Song mit Namen Love and Sex auf, der im Jahr 2020 auf dem Album Sign o’ the Times Super Deluxe platziert wurde, doch beide Songs haben miteinander nichts zu tun. Warum Prince zwei unterschiedliche Tracks mit gleichen Namen schrieb, ist nicht bekannt.
2. Possessed (1983 Version)
Eine erste Version nahm Prince am 22. Mai 1982 im Kiowa Trail Home Studio auf. Im Laufe der Jahre überarbeitete er den Song immer wieder und die Version auf Purple Rain Deluxe stammt vom 17. März 1984, obwohl diese mit „1983 Version“ betitelt ist.[16][17] Die Originalversion Possessed (1982 Version) ist auf dem im November 2019 veröffentlichten Album 1999 Super Deluxe zu hören.
3. Our Destiny / Roadhouse Garden
Die beiden Songs nahm Prince ursprünglich als separate Stücke im Mai 1984 im Flying Cloud Drive Warehouse in Eden Prairie in Minnesota auf, aber auf Purple Rain Deluxe gehen sie direkt ineinander über. Bereits am 7. Juni 1984, seinem 26. Geburtstag, spielte Prince beide Tracks bei einem Livekonzert im Musikklub First Avenue in Minneapolis. Am 27. und 28. September überarbeitete er Our Destiny im Sunset Sound und fügte Overdubs hinzu. Insbesondere Lisa Coleman und Wendy Melvoin überarbeiteten das Stück ebenfalls, wobei Coleman den Hauptgesang übernahm. Ferner nahm Prince am 29. September auch eine Version mit Jill Jones als Hauptsängerin auf, die bis heute (2025) aber unveröffentlicht ist. Im Jahr 1999 kündigte Prince an, ein Album mit Namen Roadhouse Garden veröffentlichen zu wollen, was er aber letztendlich nicht tat.[4][18][19][20]
4. The Dance Electric
Den Song nahm Prince am 17. und 18. August im Flying Cloud Drive Warehouse auf,[21] laut Liner Notes von Purple Rain Deluxe aber bereits im Juli 1983. Er gab das Stück an den Musiker und seinen früheren Schulfreund André Cymone weiter,[22] der es im Juli 1985 als Single veröffentlichte und einen Monat später auch auf seinem Album A.C. platzierte.

## Musik und Liedtexte

### From the Vault & Previously Unreleased
Die Musik ist eine stilistische Kombination aus den Musikgenres Contemporary R&B, Funk, Pop, Rock und Soul. Da Prince in vielen Songs den LM-1-Drumcomputer und Synthesizer einsetzt, dringt er auch in Musikgenres wie Electro Funk und Elektronische Tanzmusik vor. Außerdem sind auf dem Album Balladen und zwei Instrumentalstücke zu hören. Neben seinem charakteristischen Falsettgesang benutzt Prince auch tiefere Stimmlagen.
In den Liedtexten widmet sich Prince den Themen Liebe, Spiritualität, Sex und Wollust. Als Gastsängerinnen sind Jill Jones, Lisa Coleman, Sheila E., Wendy Melvoin und The Revolution zu hören.
1. The Dance Electric
Das Stück ist aus den Genres Electro Funk und Elektronische Tanzmusik. Der zuweilen spirituelle Liedtext wirkt phasenweise mantra-ähnlich angehaucht und die Melodie wird von monotoner Musik verstärkt. Der Liedtext besitzt ein apokalyptisches Thema; Prince schildert Ängste vor dem Weltuntergang, was der „Master“ aber nicht gewollt hat. Im Refrain fordert Prince, „wir müssen den ‘The Dance Electric’ tanzen. Achte auf den Rhythmus deiner Seele“. Es ist besser, sich gegenseitig zu lieben, da es „fast Zeit zum Gehen“ ist. Zudem soll den Feinden verziehen werden und Hass beiseitegelegt werden, damit die Menschen für etwas Neues offen sein können.[25]
2. Love and Sex
Der Up-tempo-Song besitzt einen stampfenden Beat des LM-1-Drumcomputers sowie schwungvoll klingende Synthesizer, erzeugt von einem Yamaha DX7. Die Melodie und der Groove spielen eine untergeordnete Rolle. Das Stück beginnt mit einem Prince-Schrei und fährt mit dem Refrain „sha-la-la-la, sha-la-la-la-boom“ fort. Der Liedtext handelt von Freude und Schmerz innerhalb einer Sex-Beziehung; beispielsweise sagt Prince zu seiner Freundin: „Komm’, Baby, verletz’ mich, wenn du in Stimmung bist“. Er trägt den Song auf ungewöhnliche, fast schreiende Art und Weise vor. Toningenieurin Peggy McCreary meinte, man könne seinen „Übermut“ hören.[26]
3. Computer Blue (Hallway Speech Version)
Die Computer Blue (Hallway Speech Version) ist die Originalversion des Songs und enthält, verglichen mit der im Jahr 1984 auf Purple Rain veröffentlichten Version, längere Gitarren- und Instrumentalparts sowie zusätzlichen Liedtext. Prince beschreibt ein Haus voller Flure („Hallway“), die für unterschiedliche Gefühle stehen, wie beispielsweise „Furcht“, „Hass“ „Lust“ und „Unsicherheit“.[27]
4. Electric Intercourse (Studio Version)
Der Hinweis „Studio Version“ ist deswegen angegeben, weil der Song zuvor nur als unveröffentlichte Liveversion existierte.[3] Die Ballade, die von Prince am Hybrid-Piano dominiert wird, stammt aus den Genres Pop und Soul. Im Liedtext trifft er eine Frau und gesteht ihr seine Liebe, obwohl er ihren Namen nicht kennt. Trotzdem fordert er „Komm’ und nutz’ die Gelegenheit und zieh’ mich aus“ und singt von „sexuell außergewöhnlicher Elektrizität“, die zwischen den beiden herrscht.[26]
5. Our Destiny / Roadhouse Garden
Die beiden Songs verschmelzen ineinander; nach 2:52 Minuten geht Our Destiny direkt in Roadhouse Garden über. Our Destiny ist ein Up-tempo-Song mit einem stampfenden Beat und dynamischem Gitarrenspiel von Prince. Als Leitmotiv dient eindringliches Synthesizerspiel. Den Hauptgesang übernahm Lisa Coleman, was in den Liner Notes von Purple Rain Deluxe aber nicht erwähnt ist. Das von Prince selbst gesungene Roadhouse Garden ist aus dem Genre Rock und basiert lediglich auf einem Akkord, der aus einer immer wiederkehrenden Gitarren-Phrase besteht.[28]
6. Possessed (1983 Version)
Der Track ist eine Hommage von Prince an James Brown, was in den Credits von Prince and the Revolution: Live zu lesen ist. Der Song stammt aus den Genres Electro Funk und Elektronische Tanzmusik und besitzt ein Synthesizer-Leitmotiv, das immer wiederkehrt. Prince’ Gesang erinnert phasenweise an den von James Brown und der Liedtext handelt von einem Mädchen; er ist von ihr besessen („possessed“) und kann ihr nicht widerstehen. „Warum kann ich diese dämonische Lust nicht stoppen? Ich weiß, ich sollte dich nicht festhalten, aber mein Körper sagt, ich muss“, singt er beispielsweise.[29]
7. Wonderful Ass
Der Song ist aus dem Bereich Funk und Pop mit markanten Synthesizern als Leitmotiv. Der LM-1-Drumcomputer dominiert das Arrangement, das eine Funk-artige Rhythmusgitarre besitzt.[30] Im Jahr 1983 hatte Prince eine Affäre mit Vanity, die ihn zum Liedtext inspirierte,[31] worin er eine junge Frau beschreibt, die auf seine Freundinnen eifersüchtig ist, weil sie der Meinung ist, er gehe mit ihnen ins Bett. Prince kann die junge Frau nur deshalb ertragen, weil er von ihrem Po fasziniert ist.[32] Die Backing Vocals übernahmen Lisa Coleman und Wendy Melvoin.
8. Velvet Kitty Cat
Bei dem Stück benutzte Prince den Drumcomputer Roland TR-606, womit es der einzige bekannte Song ist, in dem er diesen Drumcomputer verwendete. Ursprünglich plante er, den Song auf dem Album Ice Cream Castle (1984) seines damaligen Nebenprojekts, der Band The Time, zu platzieren. Warum er dieses letztendlich nicht tat, ist der Öffentlichkeit nicht bekannt. Sue Ann Carwell (* 1962), Begleitsängerin von Prince in den Jahren 1976 bis 1981, erinnerte sich, er habe auch einen Song mit Namen Mink Kitty Cat aufgenommen, der ebenfalls für Vanity vorgesehen gewesen sei.[33] Aber Prince äußerte sich nie darüber, ob die Songs identisch sind.
9. Katrina’s Paper Dolls
Das Stück ist ein für Prince typischer Song, der auf LM-1-Drumcomputer und Synthesizer basiert. Im dezent anzüglichen Liedtext sagt er unter anderem: „Liebe wird dich geil machen“. Vanity inspirierte ihn nach Wonderful Ass erneut zu einem Liedtext, denn „Katrina“ war der zweite Vorname ihres bürgerlichen Namens Denise Katrina Matthews.[34]
10. We Can F**k
Die Originalversion von We Can Fuck, die auf Purple Rain Deluxe zensiert als We Can F**k betitelt ist, stammt aus dem Genre Funk. Der Song besitzt monotones Schlagzeugspiel, gepaart mit markanten Synthesizern. Wie nur schon durch den Songtitel klar wird, handelt der Liedtext von Sex, den Prince mit einer nicht namentlich erwähnten Frau vollziehen möchte. In dem zuweilen sehr anzüglichen Liedtext will er fünf bis sechs Mal in einer Nacht mit ihr Sex haben.[35]
11. Father’s Song
Die Klavier-Ballade ist ein ruhiges Instrumentalstück und die traurig klingende Melodie ist zum Teil dem Song Computer Blue entliehen. Co-Autor von Father’s Song ist Prince’ Vater John L. Nelson (* 1916; † 2001); gemäß Keyboarder Dr. Fink habe Nelson die Melodie der Bridge geschrieben und diese Prince vorgelegt.[36][37]

## Titelliste und Veröffentlichungen
| CD-1/1 | Let’s Go Crazy a                                         | Original Album (2015 Paisley Park Remaster) | 4:39  | 1984: Purple Rain                              |
| CD-1/2 | Take Me with U (Duett mit Apollonia Kotero) a            | Original Album (2015 Paisley Park Remaster) | 3:53  | 1984: Purple Rain                              |
| CD-1/3 | The Beautiful Ones                                       | Original Album (2015 Paisley Park Remaster) | 5:14  | 1984: Purple Rain                              |
| CD-1/4 | Computer Blue b                                          | Original Album (2015 Paisley Park Remaster) | 3:59  | 1984: Purple Rain                              |
| CD-1/5 | Darling Nikki                                            | Original Album (2015 Paisley Park Remaster) | 4:13  | 1984: Purple Rain                              |
| CD-1/6 | When Doves Cry                                           | Original Album (2015 Paisley Park Remaster) | 5:51  | 1984: Purple Rain                              |
| CD-1/7 | I Would Die 4 U a                                        | Original Album (2015 Paisley Park Remaster) | 2:49  | 1984: Purple Rain                              |
| CD-1/8 | Baby I’m a Star a                                        | Original Album (2015 Paisley Park Remaster) | 4:23  | 1984: Purple Rain                              |
| CD-1/9 | Purple Rain a                                            | Original Album (2015 Paisley Park Remaster) | 8:40  | 1984: Purple Rain                              |
| CD-2/1 | The Dance Electric                                       | From the Vault & Previously Unreleased      | 11:29 | 2017: Purple Rain Deluxe                       |
| CD-2/2 | Love and Sex                                             | From the Vault & Previously Unreleased      | 5:00  | 2017: Purple Rain Deluxe                       |
| CD-2/3 | Computer Blue (Hallway Speech Version) b                 | From the Vault & Previously Unreleased      | 12:18 | 2017: Purple Rain Deluxe                       |
| CD-2/4 | Electric Intercourse (Studio Version)                    | From the Vault & Previously Unreleased      | 4:57  | 2017: Purple Rain Deluxe                       |
| CD-2/5 | Our Destiny / Roadhouse Garden                           | From the Vault & Previously Unreleased      | 6:25  | 2017: Purple Rain Deluxe                       |
| CD-2/6 | Possessed (1983 Version)                                 | From the Vault & Previously Unreleased      | 7:56  | 2017: Purple Rain Deluxe                       |
| CD-2/7 | Wonderful Ass                                            | From the Vault & Previously Unreleased      | 6:24  | 2017: Purple Rain Deluxe                       |
| CD-2/8 | Velvet Kitty Cat                                         | From the Vault & Previously Unreleased      | 2:42  | 2017: Purple Rain Deluxe                       |
| CD-2/9 | Katrina’s Paper Dolls                                    | From the Vault & Previously Unreleased      | 3:30  | 2017: Purple Rain Deluxe                       |
| CD-2/10 | We Can F**k                                              | From the Vault & Previously Unreleased      | 10:17 | 2017: Purple Rain Deluxe                       |
| CD-2/11 | Father’s Song c                                          | From the Vault & Previously Unreleased      | 5:30  | 2017: Purple Rain Deluxe                       |
| CD-3/1 | When Doves Cry (7" Single Edit)                          | Single Edits & B-Sides                      | 3:48  | 1984: Vinyl-Single                             |
| CD-3/2 | 17 Days (B-Side Edit) a                                  | Single Edits & B-Sides                      | 3:55  | 1984: B-Seite von When Doves Cry               |
| CD-3/3 | Let’s Go Crazy (7" Single Edit) a                        | Single Edits & B-Sides                      | 3:49  | 1984: Vinyl-Single                             |
| CD-3/4 | Let’s Go Crazy (Special Dance Mix) a                     | Single Edits & B-Sides                      | 7:35  | 1984: Vinyl-Maxisingle                         |
| CD-3/5 | Erotic City (7" B-Side Edit) a                           | Single Edits & B-Sides                      | 3:55  | 1984: B-Seite von Let’s Go Crazy               |
| CD-3/6 | Erotic City (Make Love Not War Erotic City Come Alive) a | Single Edits & B-Sides                      | 7:23  | 1984: B-Seite von Let’s Go Crazy (Maxisingle)  |
| CD-3/7 | Purple Rain (7" Single Edit) a                           | Single Edits & B-Sides                      | 4:05  | 1984: Vinyl-Single                             |
| CD-3/8 | God (7" B-Side Edit) a                                   | Single Edits & B-Sides                      | 4:02  | 1984: B-Seite von Purple Rain                  |
| CD-3/9 | God (Love Theme from Purple Rain) a                      | Single Edits & B-Sides                      | 7:58  | 1984: B-Seite von Purple Rain (UK-Maxisingle)  |
| CD-3/10 | Another Lonely Christmas (7" B-Side Edit) a              | Single Edits & B-Sides                      | 4:52  | 1984: B-Seite von I Would Die 4 U              |
| CD-3/11 | Another Lonely Christmas (Extended Version) a            | Single Edits & B-Sides                      | 6:47  | 1984: B-Seite von I Would Die 4 U (Maxisingle) |
| CD-3/12 | I Would Die 4 U (7" Single Edit) a                       | Single Edits & B-Sides                      | 2:56  | 1984: Vinyl-Single                             |
| CD-3/13 | I Would Die 4 U (Extended Version) a                     | Single Edits & B-Sides                      | 10:18 | 1984: Vinyl-Maxisingle                         |
| CD-3/14 | Baby I’m a Star (7" B-Side Edit) a                       | Single Edits & B-Sides                      | 2:49  | 1985: B-Seite von Take Me with U               |
| CD-3/15 | Take Me with U (7" Single Edit) a                        | Single Edits & B-Sides                      | 3:42  | 1985: Vinyl-Single                             |
| Spieldauer: 198:34 min. |                                                          |                                             |       |                                                |
| Autor aller Songs ist Prince a Autor: Prince and The Revolutionb Autor: Prince, John L. Nelson, Lisa Coleman, Wendy Melvoinc Autor: Prince und John L. Nelson |                                                          |                                             |       |                                                |

Purple Rain Deluxe wurde am 23. Juni 2017 und damit fast auf den Tag genau 33 Jahre nach dem Originalalbum am 25. Juni 1984 veröffentlicht. Die Neuauflage erschien in drei verschiedenen Ausgaben: im Digipak als 3-CD-Set inklusive der DVD, als Doppel-CD sowie als Download. Ferner wurde das Originalalbum als Vinyl-LP und als limitierte Picture Disc erneut veröffentlicht.
Die erste CD trägt den Namen Original Album (2015 Paisley Park Remaster) und enthält die neun Songs des Originalalbums, die im Jahr 2015 von Prince digitally remastered wurden. Auf der zweiten CD From the Vault & Previously Unreleased sind elf zuvor unveröffentlichte Songs aus den Jahren 1983 bis 1984 zu hören.
Die dritte CD heißt Single Edits & B-Sides und umfasst fünfzehn Songs, von denen die vier Stücke Another Lonely Christmas (Extended Version), Baby I’m a Star (Edit), God (Love Theme from Purple Rain) und Purple Rain (Edit) erstmals auf einer CD eines Prince-Albums veröffentlicht wurden. Die übrigen elf Songs sind bereits auf Kompilationen wie The Hits/The B-Sides (1993), The Very Best of Prince (2001), Ultimate (2006) und 4Ever (2016) zu finden. Die beiden Songs Erotic City (Make Love Not War Erotic City Come Alive) und I Would Die 4 U (Extended Version) erschienen im Jahr 1989 in Deutschland als Maxi-Single auf CD.

### DVD: Prince and the Revolution: Live
| 1                       | Let’s Go Crazy a                  | 6:20  | 1984: Purple Rain                             |
| 2                       | Delirious                         | 2:52  | 1982: 1999                                    |
| 3                       | 1999                              | 5:50  | 1982: 1999                                    |
| 4                       | Little Red Corvette               | 3:39  | 1982: 1999                                    |
| 5                       | Take Me with U a                  | 4:57  | 1984: Purple Rain                             |
| 6                       | [Interlude] a                     | 6:46  | 1985: Prince and the Revolution: Live (VHS)   |
| 7                       | Do Me, Baby                       | 2:00  | 1981: Controversy                             |
| 8                       | Irresistible Bitch                | 1:53  | 1983: B-Seite von Let’s Pretend We’re Married |
| 9                       | Possessed                         | 4:25  | 1985: Prince and the Revolution: Live (VHS)   |
| 10                      | How Come U Don’t Call Me Anymore? | 5:10  | 1982: B-Seite von 1999                        |
| 11                      | Let’s Pretend We’re Married       | 4:19  | 1982: 1999                                    |
| 12                      | International Lover               | 1:50  | 1982: 1999                                    |
| 13                      | God a                             | 7:43  | 1984: B-Seite von Purple Rain                 |
| 14                      | Computer Blue b                   | 4:26  | 1984: Purple Rain                             |
| 15                      | Darling Nikki                     | 5:06  | 1984: Purple Rain                             |
| 16                      | The Beautiful Ones                | 5:13  | 1984: Purple Rain                             |
| 17                      | When Doves Cry                    | 9:29  | 1984: Purple Rain                             |
| 18                      | I Would Die 4 U a                 | 3:26  | 1984: Purple Rain                             |
| 19                      | Baby I’m a Star a                 | 10:57 | 1984: Purple Rain                             |
| 20                      | Purple Rain a                     | 16:29 | 1984: Purple Rain                             |
| 21                      | credits a                         | 3:28  | 1985: Prince and the Revolution: Live (VHS)   |
| Spieldauer: 116:24 min. |                                   |       |                                               |

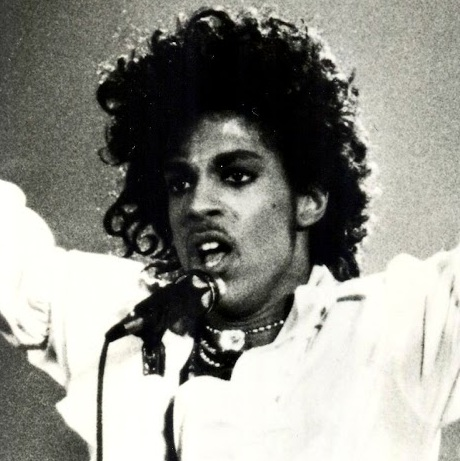
Prince, 1984

Die „Expanded Edition“ von Purple Rain Deluxe enthält zusätzlich eine DVD mit dem Titel Prince and the Revolution, Live at the Carrier Dome, Syracuse, NY, March 30, 1985. Dieses Konzert wurde bereits am 29. Juli 1985 unter dem Titel Prince and the Revolution: Live auf Betamax, Laserdisc und VHS veröffentlicht, das Prince mit The Revolution während seiner Purple-Rain-Tour am 30. März 1985 im Carrier Dome in Syracuse in New York absolvierte. Der deutsche TV-Sender WDR übertrug das Konzert im Rahmen der Sendung „Rockpalast Nacht“ europaweit live im Fernsehen und wurde von 12 bis 15 Millionen Zuschauer verfolgt. Am 6. August 1985 wurde die VHS in den USA für 100.000 verkaufte Exemplare mit Platinstatus ausgezeichnet.
Die DVD ist 116 Minuten lang und umfasst 21 Titel, wobei Track 6 [Interlude] und Track 21 credits auf dem Albumcover aber nicht aufgelistet sind. Auf DVD ist das Konzert erst seit Purple Rain Deluxe erhältlich, auf Blu-ray Disc erschien es am 3. Juni 2022.

### Singles
Von Purple Rain Deluxe wurden keine Singles ausgekoppelt, aber drei Songs erschienen im Jahr 2017 bereits vor der Albumveröffentlichung bei verschiedenen Musikstreaming-Anbietern als Download: am 28. April Electric Intercourse, am 12. Mai Our Destiny / Roadhouse Garden und am 16. Juni Father’s Song. Musikvideos wurden zu den Albumsongs von Purple Rain Deluxe nicht produziert.

### Coverversionen
Von den zuvor unveröffentlichten Songs auf Purple Rain Deluxe sind zwei Coverversion bekannt. Im Jahr 2011 nahm Andy Allo eine neue Version von We Can F**k unter dem Titel Oui Can Luv in einer Akustikversion auf. Dabei verzichtete sie jedoch auf die im Liedtext anzüglichen Passagen. 2012 coverte die Band Nero den Song Electric Intercourse. Beide Coverversionen wurden also zu einem Zeitpunkt neu interpretiert, als sie noch gar nicht offiziell veröffentlicht waren.

## Mitwirkende

### Musiker
Alle Songs wurden von Prince arrangiert, komponiert, produziert und vorgetragen. Zudem spielte er alle Musikinstrumente selbst ein, wobei folgende Personen die Aufnahmen ergänzten:
- Annette Atkinson – Kontrabass in Our Destiny
- Bobby Z. – Perkussion und Schlagzeug in Computer Blue (Hallway Speech Version), Our Destiny / Roadhouse Garden
- Brown Mark – Backing Vocals und E-Bass in Computer Blue (Hallway Speech Version), Our Destiny / Roadhouse Garden
- David Coleman – Oud und Zimbel in We Can Fuck; Violoncello in Our Destiny
- Denyse Buffum – Bratsche in Our Destiny
- Dr. Fink – Backing Vocals und Keyboard in Computer Blue (Hallway Speech Version), Our Destiny / Roadhouse Garden
- Jill Jones – Backing Vocals in The Dance Electric, We Can Fuck (Uncredited)
- Laury Woods – Bratsche in Our Destiny
- Lisa Coleman – Backing Vocals und Keyboard in Computer Blue (Hallway Speech Version), Our Destiny / Roadhouse Garden, We Can Fuck, Wonderful Ass; Backing Vocals in The Dance Electric
- Marcy Dicterow-Vaj – Violine in Our Destiny
- Suzie Katayama – Violoncello in Our Destiny
- Tim Barr – Kontrabass in Our Destiny
- Wendy Melvoin – Akustische Gitarre und Backing Vocals in Computer Blue (Hallway Speech Version), Our Destiny / Roadhouse Garden, We Can Fuck, Wonderful Ass; Backing Vocals in The Dance Electric

### Technisches Personal
- Prince – Remastering (CD 1)
- Alex Tenta – Albumdesign, Artdirector
- Bernie Grundman – Remastering (CD 2 & 3)
- David Leonard – Toningenieur
- David Z. Rivkin – Toningenieur
- James Gobel – „Rain Image“
- Joshua Welton – Toningenieur vom Remastering (CD 1)
- Larry Williams (* 1951; † 1999) – Fotografie © 2017
- Michael Howe – Executive Producer
- Peggy McCreary – Toningenieurin
- Susan Rogers – Toningenieurin

### DVD
- Bernie Grundman – Mastering
- Craig Anderson – Mastering vom Video
- David Dieckmann – Mastering vom Video
- Paul Becher – Regisseur

## Rezensionen
Die Neuauflage wurde von Musikkritikern ähnlich hoch gelobt wie das Originalalbum im Jahr 1984. Vor allem die erste CD Original Album (2015 Paisley Park Remaster) bekam hervorragende Kritiken. Die zweite CD From the Vault & Previously Unreleased wurde überwiegend positiv bewertet und die dritte CD Single Edits & B-Sides wurde meist etwas schwächer beurteilt. Die Live-DVD wurde allgemein als „legendäres Konzert“ bezeichnet. Die Website Metacritic errechnete die höchstmögliche Durchschnittsbewertung von 100 %, basierend auf acht Rezensionen englischsprachiger Medien.
Brad Nelson von Pitchfork Media zeigte sich begeistert und gab die Höchstpunktzahl zehn. Die elf Songs auf From the Vault & Previously Unreleased bezeichnete er als „Hauptattraktion“ des Albums, die nach „vollwertigen Prince-Songs – lebendig, dynamisch und fließend“ klingen. Vor allem die sieben Tracks Computer Blue (Hallway Speech Version), Electric Intercourse, Love and Sex, Our Destiny / Roadhouse Garden, Possessed (1983 Version), We Can F**k und Wonderful Ass wurden lobend erwähnt. Die dritte CD Single Edits & B-Sides bewertete Nelson etwas schwächer und meinte, die Edit-Versionen wirkten „weniger fantasievoll“ und die verlängerten Remixe neigten dazu, „im Verlauf von sich selbst wegzudriften“. Außerdem bemängelte er, dass „insbesondere“ der unveröffentlichte Song Wednesday und die „vollständige 11-Minuten-Version“ von Purple Rain nicht platziert worden ist. Das Konzert auf der Live-DVD beschrieb Nelson als „legendär“.
Will Hermes von dem US-Musikmagazin Rolling Stone gab dem Album die maximale Anzahl von fünf Sternen und meinte, man werde Prince „noch mehr vermissen“, nachdem man das Album gehört habe. The Dance Electric sei ein „apokalyptischer 11-minütigen Party-Jam mit einem aufwühlenden Maschinen-Funk-Groove und Syndrum-Sequenzen, die westafrikanische Talking-Drum-Salven“ widerspiegelten. Der „Charme“ von Velvet Kitty Cat liege in seiner Kürze (2:42) und „Schlichtheit“. We Can F**k klinge „unverschämt gut“ und so „jugendgefährdend“ wie kein anderer Prince-Song auf seinen bisher veröffentlichten Tonträgern. In Anlehnung an die Textzeile „Alles, was ich habe, sind zwei Zigaretten und mein gebrochenes Herz“ von 17 Days beschrieb Hermes das Stück als „Zwei-Zigaretten-und-gebrochen-Herz-Hymne“.
Stephen Dalton von dem US-Musikmagazin Classic Rock verteilte mit viereinhalb von fünf Sternen fast die Höchstnote. Das Originalalbum klinge „immer noch herrlich vielseitig und vor allem elektrisierend“. Von den zuvor unveröffentlichten Songs hob Dalton Electric Intercourse besonders hervor, den er als „anzügliche, sirupartige, langsam brennende Verführungsballade“ beschrieb. Zudem sei Wonderful Ass „einfach fabelhaft“. Our Destiny / Roadhouse Garden sei eine „weitere köstliche Kuriosität“, Possessed (1983 Version) „angenehm kantiger New-Wave-Elektro-Funk“ und Father’s Song ein „erhabenes Sci-Fi-Schlaflied“. Doch einige Stücke bezeichnete Dalton als „zwangsläufig Blindgänger“, wie beispielsweise The Dance Electric, das wie „ein kastenförmiger Synthie-Funk-Jam im Stile“ von Huey Lewis wirke. Zudem beschrieb er die beiden Tracks Katrina’s Paper Dolls und Velvet Kitty Cat als „nur leichte Skizzen“. Aber im Gesamtbild mache das zusätzliche Material Purple Rain zu einem „reichhaltigeren, tieferen, seltsameren und raueren Album“.
Sassan Niasseri von der deutschen Ausgabe des Musikmagazins Rolling Stone gab vier von fünf Sternen. „Für Einsteiger“ sei „das Set eine Freude, für über Jahrzehnte angetriggerte Fans ist sie eine kleine Enttäuschung“, weil die Song-Auswahl als „nicht ökonomisch“ erscheine. Die Stücke auf From the Vault & Previously Unreleased bezeichnete er als „elf große Outtakes“, aber die Tracks auf der CD Single Edits & B-Sides hinterließen „Ratlosigkeit“; „Edits“ bedeute bei Prince-Songs „Fadeouts nach der Songmitte“, was man auch „selbst erzeugen“ könne. Von daher sei „bei den Extras noch Luft nach oben“ gewesen, zog Niasseri als Fazit.
Ben Greenman von dem US-Magazin The New Yorker zeigte sich mit Lob zurückhaltender, verteilte aber keine Gesamtnote. Wer sich für Prince interessiere, besitze das Originalalbum vermutlich in bereits „verschiedenen Editionen“. Die CD From the Vault & Previously Unreleased erhielt von Greenman schwächere Kritiken als die zuvor beschriebene Rezensionen. Seiner Meinung nach sei Electric Intercourse „ein langweiliges Sex-Stück“, und die Melodie und der Gesang in Katrina’s Paper Dolls wirke zwar gelungen, aber der Song würde „von einem unglücklichen Couplet im Refrain gelähmt“. Das „schwungvolle“ Velvet Kitty Cat erinnere an die zuvor veröffentlichten Prince-Songs Gotta Stop (Messin’ About) (1981) und Horny Toad (1983). Lobend hob Greenman das „launisches Instrumentalstück“ Father’s Song hervor, und die beiden Tracks Love and Sex und Wonderful Ass bezeichnete er als „dynamische Funk-Jams“. Die drei besten Songs seien aber die mit der längsten Spieldauer; The Dance Electric, Possessed (1983 Version) und We Can F**k. Insbesondere We Can F**k sei einer der „faszinierenden Ergänzungen der Purple-Rain-Ära“. Die Songs der dritten CD Single Edits & B-Sides würden die meistens Prince-Fans bereits auf Tonträger besitzen, dennoch sei es „schön, alle auf einer CD zu haben“, schrieb Greenman.

## Kommerzieller Erfolg

### Chartplatzierungen
Das Originalalbum von 1984 bis 2025
| ChartsChartplatzierungen       | Höchstplatzierung | Wochen |
| ------------------------------ | ----------------- | ------ |
| Deutschland (GfK)              | 5 (50 Wo.)        | 50     |
| Österreich (Ö3)                | 8 (26 Wo.)        | 26     |
| Schweiz (IFPI)                 | 7 (35 Wo.)        | 35     |
| Vereinigtes Königreich (OCC)   | 4 (104 Wo.)       | 104    |
| Vereinigte Staaten (Billboard) | 1 (24) (161 Wo.)  | 161    |

Wiedereinstieg durch Purple Rain Deluxe im Jahr 2017
| ChartsChartplatzierungen       | Höchstplatzierung | Wochen |
| ------------------------------ | ----------------- | ------ |
| Deutschland (GfK)              | 18 (4 Wo.)        | 4      |
| Österreich (Ö3)                | 9 (2 Wo.)         | 2      |
| Schweiz (IFPI)                 | 12 (4 Wo.)        | 4      |
| Vereinigtes Königreich (OCC)   | 7 (3 Wo.)         | 3      |
| Vereinigte Staaten (Billboard) | 4 (6 Wo.)         | 6      |

### Auszeichnungen für Musikverkäufe
| Land/Region                  | Auszeichnungen für Musikverkäufe (Land/Region, Auszeichnung, Verkäufe) | Verkäufe   |
| ---------------------------- | ---------------------------------------------------------------------- | ---------- |
| Australien (ARIA)            | 3× Platin                                                              | 210.000    |
| Dänemark (IFPI)              | Gold                                                                   | 10.000     |
| Deutschland (BVMI)           | 3× Gold                                                                | 750.000    |
| Frankreich (SNEP)            | Platin                                                                 | 300.000    |
| Kanada (MC)                  | 6× Platin                                                              | 600.000    |
| Neuseeland (RMNZ)            | 5× Platin                                                              | 75.000     |
| Niederlande (NVPI)           | Platin                                                                 | 70.000     |
| Österreich (IFPI)            | Gold                                                                   | 25.000     |
| Schweiz (IFPI)               | Platin                                                                 | 50.000     |
| Spanien (Promusicae)         | Platin                                                                 | 100.000    |
| Vereinigte Staaten (RIAA)    | 13× Platin                                                             | 13.000.000 |
| Vereinigtes Königreich (BPI) | 2× Platin                                                              | 600.000    |
| Insgesamt                    | 3× Gold · 24× Platin · 1× Diamant ·                                    | 15.790.000 |

Hauptartikel: Prince/Auszeichnungen für Musikverkäufe